# De l'amour le mieux
Albums de Natasha St-Pier
À chacun son histoire
(2001) L'instant d'après
(2003)
De l'amour le mieux est le troisième album studio de Natasha St-Pier, sorti en 2002 au Canada et en France puis en 2003 dans d'autres pays d'Europe. Il acquit un succès assez important en France, en Belgique francophone ainsi qu'en Suisse, restant notamment deux ans dans le hit-parade français.

## Pistes (auteurs / compositeurs)
Cet album, sorti une première fois en 2002 pour les pays francophones comprenait déjà deux versions distinctes, l'une pour le Canada, l'autre pour les pays francophones européens. En 2003, deux nouvelles versions voient alors le jour : l'une pour l'Espagne avec certaines chansons de l'album traduites dans cette langue, l'autre pour le Japon.
La version française sort le 2 avril 2002 en France et dans le courant du mois en Suisse et en Belgique.
| 1.  | Tu trouveras[Single]               | Lionel Florence / Pascal Obispo                          | 4:58 |
| 2.  | Nos rendez-vous[Single]            | Patrice Guirao / Volodia, Gioacchino Maurici             | 3:04 |
| 3.  | Grandir c'est dire je t'aime       | Marie-Jo Zarb / David Gategno                            | 3:32 |
| 4.  | Tous les au-revoir se ressemblent  | Lionel Florence / Gioacchino Maurici, David Gategno      | 3:43 |
| 5.  | Alors on se raccroche[Single]      | Lionel Florence / Pascal Obispo, Gioacchino Maurici      | 4:06 |
| 6.  | Les chansons ne servent à rien     | Lionel Florence / David Gategno                          | 3:30 |
| 7.  | De l'amour le mieux                | Lionel Florence / Pascal Obispo                          | 4:13 |
| 8.  | Pourquoi tant de larmes            | Frédéric Kocourek, Jill Kapler / Jill Kapler             | 3:58 |
| 9.  | Toi qui manques à ma vie           | Julie d'Aimé / Calogero Bros                             | 3:20 |
| 10. | On peut tout essayer               | Frédéric Doll / Volodia                                  | 3:52 |
| 11. | Les diamants sont solitaires       | Marie-Jo Zarb, Lionel Florence / Calogero, Pascal Obispo | 4:27 |
| 12. | Qu'est-ce qui nous empêche         | Christian Vie / David Manet                              | 4:03 |
| 13. | L'amour emporte tout               | Didier Golemanas / Daniel Seff                           | 4:13 |
| 14. | Là-bas (en duo avec Florent Pagny) | Jean-Jacques Goldman                                     | 5:08 |

La version canadienne sort le 19 mars 2002 au Québec et dans le reste du territoire canadien anglophone. Sa seule différence d'avec la version française est un titre bonus intitulé Enlève ton blouson situé en piste #9.
| 1.  | Tu trouveras[Single]               | Lionel Florence / Pascal Obispo                          | 4:58 |
| 2.  | Nos rendez-vous[Single]            | Patrice Guirao / Volodia, Gioacchino Maurici             | 3:04 |
| 3.  | Grandir c'est dire je t'aime       | Marie-Jo Zarb / David Gategno                            | 3:32 |
| 4.  | Tous les au-revoir se ressemblent  | Lionel Florence / Gioacchino Maurici, David Gategno      | 3:43 |
| 5.  | Alors on se raccroche[Single]      | Lionel Florence / Pascal Obispo, Gioacchino Maurici      | 4:06 |
| 6.  | Les chansons ne servent à rien     | Lionel Florence / David Gategno                          | 3:30 |
| 7.  | De l'amour le mieux                | Lionel Florence / Pascal Obispo                          | 4:13 |
| 8.  | Pourquoi tant de larmes            | Fred Kocourek, Jill Kapler / Jill Kapler                 | 3:58 |
| 9.  | Enlève ton blouson                 | Olivier Béranger, Frédéric Doll / David Gategno          | 3:34 |
| 10. | Toi qui manques à ma vie           | Julie d'Aimé / Calogero Bros                             | 3:20 |
| 11. | On peut tout essayer               | Frédéric Doll / Volodia                                  | 3:52 |
| 12. | Les diamants sont solitaires       | Marie-Jo Zarb, Lionel Florence / Calogero, Pascal Obispo | 4:27 |
| 13. | Qu'est-ce qui nous empêche         | Christian Vie / David Manet                              | 4:03 |
| 14. | L'amour emporte tout               | Didier Golemanas / Daniel Seff                           | 4:13 |
| 15. | Là-bas (en duo avec Florent Pagny) | Jean-Jacques Goldman                                     | 5:08 |

La version espagnole sort le 24 novembre 2003 en Espagne. Les principales différences d'avec la version française sont l'ordre des chansons d'une part, mais aussi le ré-enregistrement de trois chansons en langue espagnole d'autre part.
| 1.  | Encontrarás[Single] (Tu trouveras, en duo avec Miguel Bosé)          | Miguel Bosé (adaptation) / Pascal Obispo                      | 4:58 |
| 2.  | Cita Sin Amor (Nos rendez-vous)                                      | Luis Gómez Escolar (adaptation) / Volodia, Gioacchino Maurici | 3:04 |
| 3.  | Por Probarlo Todo (No Se Pierde Nada)[Single] (On peut tout essayer) | Luis Gómez Escolar (adaptation) / Volodia                     | 3:32 |
| 4.  | Tous les au-revoir se ressemblent                                    | Lionel Florence / Gioacchino Maurici, David Gategno           | 3:43 |
| 5.  | Grandir c'est dire je t'aime                                         | Marie-Jo Zarb / David Gategno                                 | 3:32 |
| 6.  | Alors on se raccroche                                                | Lionel Florence / Pascal Obispo, Gioacchino Maurici           | 4:06 |
| 7.  | Les chansons ne servent à rien                                       | Lionel Florence / David Gategno                               | 3:30 |
| 8.  | De l'amour le mieux                                                  | Lionel Florence / Pascal Obispo                               | 4:13 |
| 9.  | Tu trouveras                                                         | Lionel Florence / Pascal Obispo                               | 4:58 |
| 10. | Qu'est-ce qui nous empêche                                           | Christian Vie / David Manet                                   | 4:03 |
| 11. | L'amour emporte tout                                                 | Didier Golemanas / Daniel Seff                                | 4:13 |
| 12. | Là-bas (en duo avec Florent Pagny)                                   | Jean-Jacques Goldman                                          | 5:08 |
| 13. | Toi qui manques à ma vie                                             | Julie d'Aimé / Calogero Bros                                  | 3:20 |
| 14. | Nos rendez-vous                                                      | Patrice Guirao / Volodia, Gioacchino Maurici                  | 3:04 |

La version japonaise sort le 29 octobre 2003 au Japon. La seule et unique différence d'avec la version française est située en piste #15 : il s'agit de la version anglophone de Je n'ai que mon âme intitulée All I have is my soul.
| 1.  | Tu trouveras[Single]               | Lionel Florence / Pascal Obispo                          | 4:58 |
| 2.  | Nos rendez-vous[Single]            | Patrice Guirao / Volodia, Gioacchino Maurici             | 3:04 |
| 3.  | Grandir c'est dire je t'aime       | Marie-Jo Zarb / David Gategno                            | 3:32 |
| 4.  | Tous les au-revoir se ressemblent  | Lionel Florence / Gioacchino Maurici, David Gategno      | 3:43 |
| 5.  | Alors on se raccroche[Single]      | Lionel Florence / Pascal Obispo, Gioacchino Maurici      | 4:06 |
| 6.  | Les chansons ne servent à rien     | Lionel Florence / David Gategno                          | 3:30 |
| 7.  | De l'amour le mieux                | Lionel Florence / Pascal Obispo                          | 4:13 |
| 8.  | Pourquoi tant de larmes            | Fred Kocourek, Jill Kapler / Jill Kapler                 | 3:58 |
| 9.  | Toi qui manques à ma vie           | Julie d'Aimé / Calogero Bros                             | 3:20 |
| 10. | On peut tout essayer               | Frédéric Doll / Volodia                                  | 3:52 |
| 11. | Les diamants sont solitaires       | Marie-Jo Zarb, Lionel Florence / Calogero, Pascal Obispo | 4:27 |
| 12. | Qu'est-ce qui nous empêche         | Christian Vie / David Manet                              | 4:03 |
| 13. | L'amour emporte tout               | Didier Golemanas / Daniel Seff                           | 4:13 |
| 14. | Là-bas (en duo avec Florent Pagny) | Jean-Jacques Goldman                                     | 5:08 |
| 15. | All I have is my soul              | Michael Jones, J. Kapler / J. Kapler                     | 2:52 |

Single.  Titres sortis en single

## Crédits[2]
Musiciens
- Rick Allison - arrangements (piste #13), piano (piste #13), programmation (piste #13)
- Christophe Battaglia - arrangements (piste #8), piano (piste #8), programmation (piste #8), pro tools (piste #8)
- Denis Benarrosh - percussions (pistes #1 à #7, #9 à #12)
- Lina Boudreau - choriste (piste #13)
- Laurent Coppola - batterie (piste #8)
- Denis Courchesne - batterie (piste #13)
- Jean-Yves D'Angelo - piano, rhodes (pistes #1 à #7, #9 à #12)
- Christophe Deschamps - batterie (pistes #1 à #7, #9 à #12)
- Claude Engel - guitare acoustique (pistes #1 à #7, #9 à #12)
- Ensemble orchestral de Boulogne-Billancourt - cordes (piste #8)
- Bruce Gaitsch - guitares (piste #13)
- Christophe Guiot - violon (pistes #1 à #7, #9 à #12)
- J. Kapler - arrangements (piste #8)
- Julie Leblanc - choriste (piste #13)
- Basile Leroux - guitare électrique (pistes #1 à #7, #9 à #12)
- Rémy Malo - basse (piste #13)
- Pascal Obispo - choriste (pistes #1 à #7, #9 à #12)
- Orchestre des Archets de Paris - cordes (pistes #1 à #7, #9 à #12)
- Christian Saint-Germain - programmation (piste #13), édition pro tools (piste #13)
- Natasha St-Pier - voix, choriste
- Sébastien Surel - arrangements de cordes
- Cyril Tarquiny - guitare acoustique (piste #8), guitare électrique (piste #8)
- Christophe Voisin - clavier (pistes #1 à #7, #9 à #12), programmation (pistes #1 à #7, #9 à #12)

Staff d'enregistrement et de production
- Rick Allison - réalisation (piste #13)
- Claudine Bachand - management
- Christophe Battaglia - réalisation (piste #8), enregistrement (piste #8)
- Thierry "Tyty" Blanchard - mixage (piste #8)
- Franck Cimmarusti - régisseur (pistes #1 à #7, #9 à #12)
- Guy Cloutier - production exécutive, management
- Patrice Cramer - mixage (piste #13)
- Mymy Corrège - assistant enregistrement (pistes #1 à #7, #9 à #12)
- Steve Forward - mixage (piste #14)
- Pascale Fritz - coordination
- Bruce Gaitsch - enregistrement guitares (piste #13)
- David Gategno - assistant réalisation (pistes #1 à #7, #9 à #12)
- Rob Heany - enregistrement additionnel (piste #13)
- Laurence Helie - assistant enregistrement (piste #13)
- Raphaël Jonin - mastering (pistes #1 à #7, #9 à #12, #14)
- J. Kapler - réalisation (piste #8), enregistrement (piste #8)
- Stéphane Lévy-B - enregistrement (pistes #1 à #7, #9 à #12)
- Pascal Obispo - réalisation (pistes #1 à #7, #9 à #12, #14)
- Christian Saint-Germain - enregistrement (piste #13)
- Franck Veron - production exécutive (pistes #1 à #7, #9 à #12)
- Volodia - réalisation (pistes #1 à #7, #9 à #12, #14), mixage (pistes #1 à #7, #9 à #12), enregistrement (pistes #1 à #7, #9 à #12, #14)

Conception artistique
- Atelier IN16 - conception graphique
- Benjamin Dauchez - photographie en studio
- Josée Morais - conception graphique
- www.surfacead.com - stylisme
- Sébastien Toupin - conception graphique
- Martin Tremblay - photographie
- Volt - photographie

Autres
- Éric Maurice - coiffure
- Bruno Rhéaume - maquillage

### Lieux
Les principaux lieux de conception de l'album sont les suivants:
- Le studio Miraval sur la commune du Val (Var) où est enregistré une partie des chansons #1 à #7 et #9 à #12 sous la direction de Volodia assisté de Mymy Courrège.
- Les Studios Mega sur la commune de Suresnes (Hauts-de-Seine) où est enregistré l'autre partie des chansons #1 à #7 et #9 à #12 sous la direction de Volodia et Stéphane Lévy-B. C'est aussi ici que ces mêmes morceaux seront mixés par Volodia.
- Les Studios Dyams où sont masterisées les chansons #1 à #7, #9 à #12 et la chanson #14 par Raphaël Jonin.
- Le Studio Haut de Gamme sur la commune de Boulogne-Billancourt (Hauts-de-Seine) où est mixée la chanson #8 par Thierry "Tyty" Blanchard.
- Le Hit House Studio à Montréal (Canada) où est enregistrée la chanson #13 sous la direction de Christian Saint-Germain assisté de Laurence Helie. C'est aussi ici que Patrice Cramer mixe la chanson #13.
- Les Frantic Studios de Nashville (États-Unis) où Bruce Gaitsch enregistre les guitares pour la chanson #13.

## Classements et certifications
| Pays     | Classement      | Temps au hit-parade | Certification | Ventes certifiées | Ventes réelles |
| -------- | --------------- | ------------------- | ------------- | ----------------- | -------------- |
| Belgique | 3e (2 semaines) | 56 semaines         | Or            | 20 000            |                |
| Canada   |                 |                     | Or            | 50 000            |                |
| France   | 3e              | 88 semaines         | 2 × Platine   | 600 000           | 917 900        |
| Pologne  | 8e              | 13 semaines         |               |                   |                |
| Suisse   | 12e             | 50 semaines         | Or            | 20 000            |                |